# Sharon (village du comté de Walworth, Wisconsin)
Pour les articles homonymes, voir Sharon (Wisconsin) et Sharon.
Sharon est un village dans le comté de Walworth, Wisconsin aux États-Unis. La population est de 1 605 habitants au recensement des États-Unis de 2010.

## Histoire
Le village est nommé d'après Sharon Springs, New York.

## Géographie
Sharon est situé à 42° 30′ 08″ N, 88° 43′ 46″ O (42.502412, -88.729681).
Selon le Bureau du recensement des États-Unis, le village a une superficie totale de 1,66 mile carré soit 4,30 km2, all of it land

## Personnalités liées à Sharon
- Travis Frederick (1991-), un joueur de football américain né à Sharon.